# Meia Via
Meia Via es una freguesia portuguesa del concelho de Torres Novas, con 4,2 km² de superficie y 1541.habitantes habitantes (2001). Su densidad de población es de 450 hab./km² hab/km².

## Galería

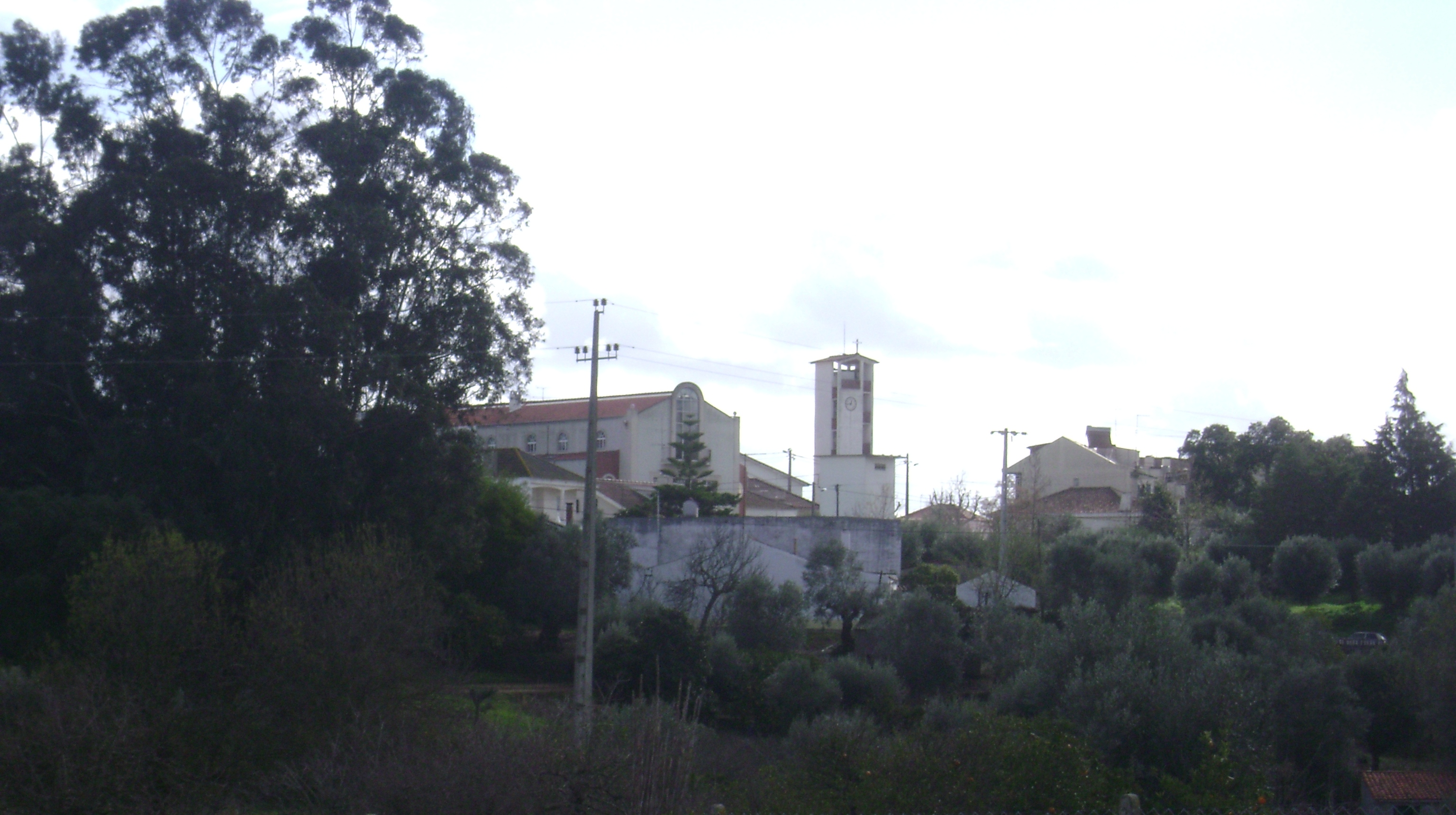
Meia Via